# Квазичастица
Квазичастица е понятие в квантовата механика, въвеждането на което позволява значително да се опрости описанието на сложни квантови системи с взаимодействия, като например твърди тела и квантови течности. Разглеждането на квазичастици се използва, когато микроскопично сложна система като например твърдо тяло се държи така, сякаш се състои от различни слабо взаимодействащи частици в свободно пространство. Например, докато електрон преминава през полупроводник, неговото движение се влияе по сложен начин от неговите собствени взаимодействия с всичките останалите електрони и ядра. Все пак той има приблизително поведението на електрон с различна маса (т.нар. ефективна маса), пътуващ несмущаван във вакуум. Този електрон с различна маса се нарича „електронна квазичастица“. В друг пример съвкупното движение на електрони в зоната на проводимост на полупроводник е същото, както ако материалът вместо това съдържа положително заредени квазичастици, наречени „електронни дупки“. Други примери за квазичастици включват фононите (частици, получени от колективното движение - в случая акустичните вибрации на атомите в твърдо вещество), плазмоните (частици, отговарящи на колективните трептения в плазмата) и много други.
Частиците обикновено се наричат квазичастици, ако са свързани с фермиони, или колективни възбуждания, ако са свързани с бозони, макар все още да не е постигнат консенсус върху точното разграничение между двете.
Понятието за квазичастици е основен инструмент във физиката на кондензираната материя, тъй като това е един от малкото познати начини за опростяване на задачата с много тела.
Идеята за въвеждане на квазичастици е дело на Лев Ландау, който ги включва в теорията на Ферми-течността, която първоначално е създадена за изучаването на течния хелий-3.